# Ахмед Алі аль-Міргані
Ахмед Алі аль-Міргані (араб. أحمد الميرغني, нар. 16 серпня 1941, Північний Хартум — пом. 2 листопада 2008, Александрія, Єгипет) — суданський державний діяч, президент Судану у 1986-1989 роках.

## Життєпис
Народився у 1941 році у Північному Хартумі у багатій та шановній родині. Навчався у Лондонському університеті. Після повернення на батьківщину зайнявся політикою. У 1986 році став президентом Судану, перемігши на демократичних президентських виборах. 15 червня 1989 була попереджена спроба державного перевороту, заарештовано десятки військових офіцерів. Проте вже 30 червня військові захопили владу, главою держави став Омар аль-Башир. Аль-Міргані змушений втекти у Єгипет. У Судан він повернувся у 2006 році. Брав участь у врегулюванні конфлікту у Дарфурі. Аль-Міргані помер в Єгипті 2 листопада 2008 року у віці 67. Похований у Хартумі.